# 米哈伊洛·列茲尼克
米哈伊洛·鮑里索維奇·列茲尼克（羅馬化：Mykhailo Borysovych Reznik；1950年2月5日—），烏克蘭外交官，曾任駐華大使、駐美國大使，也是烏克蘭與韓國建交後首任駐韓大使。
列茲尼克於1972年畢業自基輔國立貿易經濟大學，在政府官員生涯中，先後加入貿易部門和外交部門服務。駐節中、美、韓等國期間，亦曾兼任烏克蘭駐另外數個國家的大使。

## 略歷
- 1972年—1993年：於烏克蘭貿易部（英语：Ministry of Economic Development and Trade (Ukraine)）工作，並曾在基輔市政府擔當高階職位。
- 1993年—1994年：烏克蘭對外貿易關係第一副部長
- 1994年—1997年：烏克蘭駐美銷售代表
- 1997年9月—2001年10月：烏克蘭駐韓特命全權大使
- 2001年10月—2003年11月：烏克蘭駐華特命全權大使
  - 2002年10月—2003年11月：兼任駐朝鮮大使
  - 2002年6月—2003年11月：兼任駐蒙古大使[1]
- 2003年11月— 2005年：烏克蘭駐美特命全權大使[2]
  - 2004年7月— 2005年：兼任駐安地卡及巴布達大使
- 烏克蘭汽車製造協會「Ukrautoprom」會長

## 外部連結
- Mykhailo B. Reznik
- NEW UKRAINIAN AMBASSADOR SEEKS CLOSER TIES WITH COMMUNITY
- UKRAINIAN AMBASSADOR TO CHINA MYKHAILO REZNIK FORECAST TRADE TURNOVER BETWEEN UKRAINE AND CHINA AS LIKELY TO BE RECORD HIGH THIS YEAR
- Address of H.E. Mykhailo B. Reznik, Ambassador Extraordinary and Plenipotentiary of Ukraine, on the Occasion of the Independence Day of Ukraine （页面存档备份，存于）
- Easter Greetings from H.E. Mykhailo B. Reznik, Ambassador Extraordinary and Plenipotentiary of Ukraine to the United States （页面存档备份，存于）
- 26th Annual Ambassadors Ball Salute to the Diplomatic Corps （页面存档备份，存于）

| 外交職務                 | 外交職務                        | 外交職務                   |
| ------------------------ | ------------------------------- | -------------------------- |
| 前任： 康斯坦丁·格里先科 | 烏克蘭駐美國大使 2003年－2005年 | 繼任： 謝爾蓋·克爾松斯基   |
| 前任： 伊戈爾·利特文     | 烏克蘭駐華大使 2001年－2003年   | 繼任： 謝爾蓋·卡梅舍夫     |
| 前任： （首任）          | 烏克蘭駐韓大使 1997年－2001年   | 繼任： 弗拉基米爾·富爾卡洛 |